# Deltoceromyia delta
Deltoceromyia delta är en tvåvingeart som beskrevs av Townsend 1931. Deltoceromyia delta ingår i släktet Deltoceromyia och familjen parasitflugor.
Artens utbredningsområde är Peru. Inga underarter finns listade i Catalogue of Life.